# Василиос Хадзис
Василиос Хадзис (на гръцки: Βασίλειος Χατζής) е гръцки художник, маринист. Представител е на Мюнхенската школа.

## Биография
Хадзис е роден в 1865 година в западномакедонския град Костур, Османската империя, но по произход е от костурското село Яновени. Семейството му се преселва в Патра, където се влюбва в морето и детайлно изучава конструкцията на корабите. Хадзис завършва Атинското училище за изящни изкуства и става преподавател по живопис. Морето става основна тема в неговите творби. Също така рисува теми от ежедневието, пейзажи с бедните къщи, рибарски селища, увити в меки и спокойни цвят. Ученик е на Никифорос Литрас и Константинос Воланакис. Хадзис създава отлични бойни морски пейзажи по време на Балканските войни.
Въпреки че никога не учи в Мюнхен, критиците го смятат за представител на Мюнхенската школа. Малко преди смъртта си започва картината „Последната битка на Византия“, но не успява да я завърши. Умира в Атина в 1915 година. Около 50 картини на Василиос Хадзис се намират в Националната галерия в Атина.